# Blat Mogħża torony
A  Blat Mogħża torony (máltaiul:  Torri ta' Blat Mogħża ) más néven Ta' Capra torony (máltaiul:  Torri ta' Capra ) őrtorony volt Málta északnyugati részén, Mġarrban, Fomm ir-Riħ területén. Egyike volt annak a kilenc kisméretű erődtornynak, amelyeket a Máltai lovagrend 57. nagymestere, Jean-Paul de Lascaris-Castellar építtetett a szigetek partvédelmi hálózatának részeként. A Blat Mogħża torony 1637-ben készült el, szomszédjai a Lippija és a Nadur tornyok voltak. A torony egy sziklafal peremére épült, amely apadni kezdett. A rend korabeli mérnöke, Charles François de Mondion szerint a torony 1730-ra romokban hevert, soha nem építették újjá.

## Fordítás
Ez a szócikk részben vagy egészben  a    Blat Mogħża Tower  című angol Wikipédia-szócikk fordításán alapul.  Az eredeti cikk szerkesztőit annak laptörténete sorolja fel. Ez a jelzés csupán a megfogalmazás eredetét és a szerzői jogokat jelzi, nem szolgál a cikkben szereplő információk forrásmegjelöléseként.